# Fehér Mátyás Jenő
Fehér Mátyás Jenő (Vassurány, 1913. október 27. – Buenos Aires, Argentína, 1978. augusztus 17.) római katolikus pap, domonkos rendi szerzetes, történetíró.

## Élete
A középiskolát Szombathelyen és Sopronban, a teológiát pedig Grazban és Budapesten végezte, majd történelem, levéltár és könyvtár szakot végzett. 1933. szeptember 10-én lépett a Domonkos-rendbe, 1938. július 17-én pappá szentelték. A rend magyarországi történetének megírásával bízták meg. 64 kolostori, valamint több családi levéltárban gyűjtött anyagot munkájához. 1938-tól 1948-ig hitoktató volt Budapesten. 1942-ben a kassai püspökség könyv- és levéltárosa lett, később Ausztriában, Franciaországban, Bajorországban, Spanyolországban és Törökországban, valamint a római Domonkos Történeti Intézetben és a Vatikánban kutatott. 1968-ban a Rutgers Egyetem (USA) könyvtárőre volt, haláláig Argentínában élt.
A Domonkos-rendből kilépett, feleségül vette Walter Annát.
1969-től a Új-Brunswick-i Magyar Történelmi Szemle, az Erdélyi Magyarság, majd 1977-ben a Buenos Aires-i Documenta Transsylvanica, Studio Sumiro-Hungarica főszerkesztője volt.

## Íróként, kiadóként
17 művet adott ki könyvkiadóként. 
Álneve: Surányi; írói neve: Fehér M. Jenő; Mathias Eugenio Feher.
Egyik legjelentősebb munkája a Kassai kódex fordítása, amely körül erős vita kerekedett.

## Munkái
- A győri domonkosok középkori története, Győr, 1940
- A hétszázados vasvári Szent Domonkos-rendi kolostor története 1241-1941, Budapest, 1942
- Magyar fények: a magyar Szent Domonkos-rendi tartomány szentjeinek élete, Budapest, 1942
- A beregszászi domonkosok története a reformációig, Kassa, 1942
- A margitszigeti domonkos zárda, Budapest, 1942
- Beszédvázlatok Árpádházi Szent Margit tiszteletére 3 napos ájtatossághoz, Budapest, 1943
- Magyarországi Pál OP “Summa de penitentiája” 1220-1221, Budapest, 1943[* 1]
- A kassai püspöki könyvtár kódexei és ősnyomtatványai, Kassa, 1943
- A szombathelyi vár tisztjei és cselédsége a 16/17. sz. fordulóján, Szombathely, 1943
- Árpádházi Szent Margit élete, Budapest, 1944
- Árpádházi Szent Margit lelke. Miszticizmus és hagiográfia a középkorban, Budapest, 1944
- Egy barokk költő verse Vasmegyéről 1740-ből, Szombathely, 1944
- Julián barát útja, Budapest, 1944
- A beregszászi domonkos rendi kolostor története 1327–1556, Kassa, 1944
- I domenicani di Cassovia e l’Italia del quattrocento. Budapest, 1944
- El Cardinal Mindszenty sus crimenes, Buenos Aires, 1948
- Képek a magyar sámáninkvizíciók történetéből, Warren (Ohio, USA) 1967[* 2]
- Középkori magyar inkvizíció, Editorial Transsylvania, Buenos Aires, 1968
- Galamb a Dunán. (Árpádházi Szt. Margit),  Turul, New York, 1970
- Táltosok és bakók, Turul, New York, 1970
- Piroska, Szent László leánya, New York, 1970
- A nyugati avarok birodalma 1.: Az avar kincsek nyomában, Avar könyvek, Magyar Történelmi Szemle, Buenos Aires, 1972
- A nyugati avarok birodalma 2.: A korai avar kagánok, Avar könyvek, Magyar Történelmi Szemle, Buenos Aires, 1972
- Ősmagyarok és vikingek, Fettich Nándorral, Magyar Történelmi Szemle, Buenos Aires, 1974
- Szkíták és magyarok, Nagy Gézával, Buenos Aires, 1978
- Besenyő őstörténet, Rokon népek, Magyar Őskutatás, Buenos Aires, 1979
- Besenyőország története, Rokon népek, Magyar Őskutatás, Buenos Aires, 1979
- Magyarföldi besenyők, Rokon népek, Magyar Őskutatás, Buenos Aires, 1979
- Pártusország és népe, Magyar Őskutatás, Buenos Aires, 1979
- Fráter György védelmében... (Martinuzzi bíboros gyilkosainak periratai a vatikáni levéltárban), kézirat[* 3]

## Friss kiadások
- Középkori magyar inkvizíció, Gede Testvérek, Budapest, 1999, ISBN 963-03-8895-2
- A nyugati avarok birodalma, Ménrót Kiadó, Budapest, 2000, ISBN 963-00-3303-8
- Képek a magyar sámán-inkvizíció történetéből, Kárpátia Műhely, Budapest, 2004, ISBN 963-214-325-6[* 4]
- Besenyő őstörténet, M. Ház, Budapest, 2004, ISBN 963-86497-8-X